# Isaac Griffin
Isaac Griffin (* 27. Februar 1756 im Kent County, Delaware Colony; † 12. Oktober 1827 im Fayette County, Pennsylvania) war ein US-amerikanischer Politiker. Zwischen 1813 und 1817 vertrat er den Bundesstaat Pennsylvania im US-Repräsentantenhaus.

## Werdegang
Isaac Griffin besuchte die öffentlichen Schulen in Delaware. Später zog er in das Fayette County in Pennsylvania, wo er in der Landwirtschaft arbeitete. Während des Unabhängigkeitskrieges war er Hauptmann in den amerikanischen Streitkräften. Im Jahr 1794 wurde er Friedensrichter in seiner Heimat. Politisch schloss er sich der von Thomas Jefferson gegründeten Demokratisch-Republikanischen Partei an. Zwischen 1807 und 1811 gehörte er dem Repräsentantenhaus von Pennsylvania an.
Bei den Kongresswahlen des Jahres 1812 wurde der bereits in einem anderen Wahlbezirk amtierende Kongressabgeordnete John Smilie im damals neu eingerichteten 13. Distrikt von Pennsylvania in das US-Repräsentantenhaus in Washington, D.C. gewählt. Er starb aber noch vor dem Beginn der neuen Legislaturperiode. Daraufhin wurde Griffin als dessen Nachfolger in den Kongress gewählt, wo er am 24. Mai 1813 sein neues Mandat antrat. Nach einer Wiederwahl konnte er dort bis zum 3. März 1817 verbleiben. Diese Zeit war anfangs noch von den Ereignissen des Britisch-Amerikanischen Krieges geprägt.
Im Jahr 1816 wurde Isaac Griffin nicht wiedergewählt. Anschließend zog er sich aus der Politik zurück. Er starb am 12. Oktober 1827 an den Folgen eines Sturzes von einem Wagen auf seinem Anwesen im Fayette County. Sein Urenkel Eugene McLanahan Wilson (1833–1890) wurde Kongressabgeordneter für Minnesota, sein Ururenkel Charles H. Griffin (1926–1989) für den Staat Mississippi.